# 日本裁判官ネットワーク
日本裁判官ネットワーク（にほんさいばんかんネットワーク）とは、現職裁判官の一部が作った現職裁判官が任意で参加する団体である。

## 概要
弁護士の諸団体等とは異なり、裁判官の自主性、自律性に基礎を置く、結びつきの緩やかな団体。裁判官としての節度と控えめな姿勢を維持し、メンバー裁判官の意思を拘束する決議・決定を一切行わず、活動への参加、本ネットワークからの脱退を自由とし、政治的、労働組合的性格は持たない、学会や市民団体に近い存在をうたっている。
役職者としてコーディネーターが存在するが、代表は存在しない事になっており、法人の登記は行っていない。
登録メンバーになっても、外部に氏名を公表するかどうかは本人の自由とされ、会員数は外部には公表されていない。1992年に裁判官4名の研究会を最初の活動として発展的に活動し、1997年のシンポジウムには45名の現職裁判官が参加している。
設立趣旨では、「開かれた司法の推進と司法機能の充実強化に寄与することを目的」としている。
本ネットワークが執筆した書籍として、『裁判官だってしゃべりたい！』（日本評論社）、『裁判官は訴える！』（講談社）、『希望の裁判所』（LABO（弁護士会館ブックセンター出版部））がある。